# 稲福健蔵
稲福 健蔵（いなふく けんぞう、1932年1月12日 - 1996年）は、日本のアナウンサー・報道記者である。

## 人物
- 琉球放送（RBC）で主に報道番組、ドキュメンタリー番組を手がける。
- 1969年、沖縄県がアメリカ合衆国占領下にあったころ、報道協定を結んでいたTBSテレビ（当時は東京放送のテレビ部門）に報道記者として1年間出向し、同年3月31日から翌1970年3月27日まで『JNNニュースデスク』初代メインキャスターを務めた。また、同キャスターとしての活動が認められ、第7回ギャラクシー賞（1969年度）の第12回期間選奨（1970年1月 - 1970年3月）に選出された[1]。
- RBCに復帰後、1976年にテレビで放送開始した沖縄初の夕方のローカルワイドニュース『RBCエリアレポート』の初代メインキャスターへ就任。
- 最晩年には、阿波根昌鴻を追ったドキュメンタリー映画『人間の住んでいる島』（1997年公開。監督：橘祐典）で「語り」としてナレーターを担当[2]。これが最後の仕事となった[2]。